# Кокусі
Ко́кусі або Ку́ні-но-цука́са (яп. 国司, こくし, くにづかさ, くにのつかさ, «провінціал», «провінційний голова») — назва посади голови провінції і його провінційного уряду в японській «правовій державі» 8—11 століття. Інша китаїзована назва — кокусай (яп. 国宰, こくさい)
Уряд кокусі складався з чиновників 4 рівнів: власне голови (守, камі), заступника (介, суке), радників (掾, дзьо) і помічників (目, сакан). Окрім них, до уряду приставлялися писарі (史生, сісьо).
Голова кокусі і члени його провінційного уряду призначалися центральним урядом з числа столичних чиновників.
Адміністрація кокусі називалася кокуґа (国衙), а місцеперебування цієї адміністрації — кокуфу (国府).
Посада кокусі як голови Імператорського уряду у провінції існувала до 16 століття. Але реальна влада в регіонах перейшла до військових губернаторів сюґо, представників сьоґунських урядів, у 11 столітті.